# Alex Polari
Alex Polari de Alverga (João Pessoa, 11 de outubro de 1950) é um escritor, ex-guerrilheiro e líder religioso, que militou na VPR durante a ditadura militar no Brasil. Publicou seu primeiro livro, Inventário de Cicatrizes, em 1978, enquanto ainda estava preso, e no início dos anos de 1980 passou a fazer parte da comunidade esotérica Santo Daime, na Amazônia.

## Biografia
Nascido em João Pessoa, logo mudou-se para o Rio de Janeiro, aos três anos, estudou no Colégio Pedro II, no bairro do Humaitá. Na escola teve os primeiros contatos com as ideias da esquerda secundarista, no contexto dos acordos MEC-USAID, que definiriam as política dos ensinos médio e técnico, a partir de 1967, através do pagamento de anuidades, privatização de universidades e a busca de um controle ideológico universitário pela ditadura. Logo alianças entre lideranças secundaristas e universitárias passaram a se formar contra as medidas do governo, Polari conheceu ainda como alunos Alfredo Sirkis e Carlos Minc na militância estudantil. Os vínculos entre esses grupos estudantis e outros grupos de esquerda logo se estabeleceriam, e se tornaram a base das manifestações de 1968, que tiveram seu ápice na Passeatas dos Cem Mil.
Ainda na escola Polari teve contato com membros do PCB, sendo influenciado, assim como a juventude de esquerda de sua época, pela Revolução Cubana e sua forma revolucionária dentro do contexto latino-americano. Em 1969 entrou para um dos movimentos da luta armada a Vanguarda Popular Revolucionária (VPR), comandada à época por Ladislau Dowbor. Participou de diversas atividades da organização, assalto a bancos, o roubo ao cofre do ex-governador Adhemar de Barros e os sequestros dos embaixadores alemão Ehrenfried Von Holleben e suiço Giovanni Bucher, até cair nas mãos do regime militar, em maio de 1971, quando foi preso e torturado. Presenciou o assassinato de seu companheiro Stuart Angel, filho da famosa estilista Zuzu Angel, no pátio do CISA, na Base Aérea do Galeão. Tinha 20 anos quando foi preso, passou pelo cárcere sendo constantemente realocado pelo Rio de Janeiro (DOPS, CISA, DOI-CODI, Vila Militar, presídio do Hélio Gomes e presídio Cândido Mendes), foi solto aos 29 anos.
Na prisão, em 1972, casou-se com Lúcia Velloso Maurício, sua namorada desde os tempos de escola, também militante da VPR e presa desde agosto de 1971. Publicou ainda preso seu primeiro livro de poesia, Inventário de cicatrizes, em 1978, permaneceria em cárcere privado por sua atuação política contra a Ditadura Militar Brasileira até novembro de 1979 e no ano seguinte publicou o livro Camarim de prisioneiro.
Nos anos 1980 foi ao Acre junto de alguns amigos, o objetivo seria realizar um documentário sobre um profeta na floresta, líder de uma comunidade onde se consumia uma bebida misteriosa. Conheceu então Sebastião Mota de Melo, esse encontro resultou em profundas transformações pessoais, conduzindo-o à missão de seguir e difundir o Santo Daime. Tornou-se discípulo direto do Padrinho Sebastião, fundou a Comunidade Céu da Montanha, em Visconde de Mauá, e foi patrono da primeira igreja daimista do Nordeste, o Céu da Campina, na Paraíba. Em 1993, mudou-se para a Vila Céu do Mapiá, no Amazonas, onde consolidou sua missão espiritual, foi figura central na legalização do uso religioso da ayahuasca no Brasil e atuou como conferencista internacional.

## Obras do autor
- 1978 - Inventário de cicatrizes
- 1980 - Camarim de prisioneiro
- 1982 - Em busca do tesouro
- 1992 - O Guia da Floresta
- 1995 - O Livro das Mirações
- 1998 - Evangelho de Sebastião Mota de Melo